# 北オホーツク道立自然公園
北オホーツク道立自然公園（きたオホーツクどうりつしぜんこうえん）は、北海道宗谷郡猿払村、枝幸郡浜頓別町・枝幸町にある自然公園（都道府県立自然公園）。

## 概要
公園は浅茅野台地や頓別平野の海跡湖沼周辺、オホーツク海に突き出た岬の断崖と岩礁から構成している。海跡湖沼のカムイト沼、モケウニ沼、瓢箪沼（ひょうたんぬま）、クッチャロ湖の周囲には湿原が広がっており、背後は森林になっている。クッチャロ湖は日本国内最大となるコハクチョウの中継地になっており、「ラムサール条約」登録湿地となり、「浜頓別クッチャロ湖」として国の「鳥獣保護区」に指定されている。

## 自然
カムイト沼周辺はアカエゾマツ、トドマツ、カンバ類からなる混交林、瓢箪沼周辺はアカエゾマツが湿原内に森林を形成しており、クッチャロ湖周辺はハンノキを主体とする広葉樹を見ることができる。ベニヤ海岸にはハマナスやノハナショウブ、エゾカンゾウ（ゼンテイカ）、エゾスカシユリなどの植物が生育しており、原生花園（ベニヤ原生花園）を形成している。また、ベニヤ原生花園には日本国内の低地では唯一となるポドゾルが分布している。これらの地域は起伏が小さく、北方特有の水平的な風景になっている。一方、北見山地北方の延長上にある北見神威岬は、オホーツク海岸沿いでは数少ない断崖地になっており、トドマツが生育している。ウスタイベ岬には平坦な岩礁が広がっている。

## 景勝地

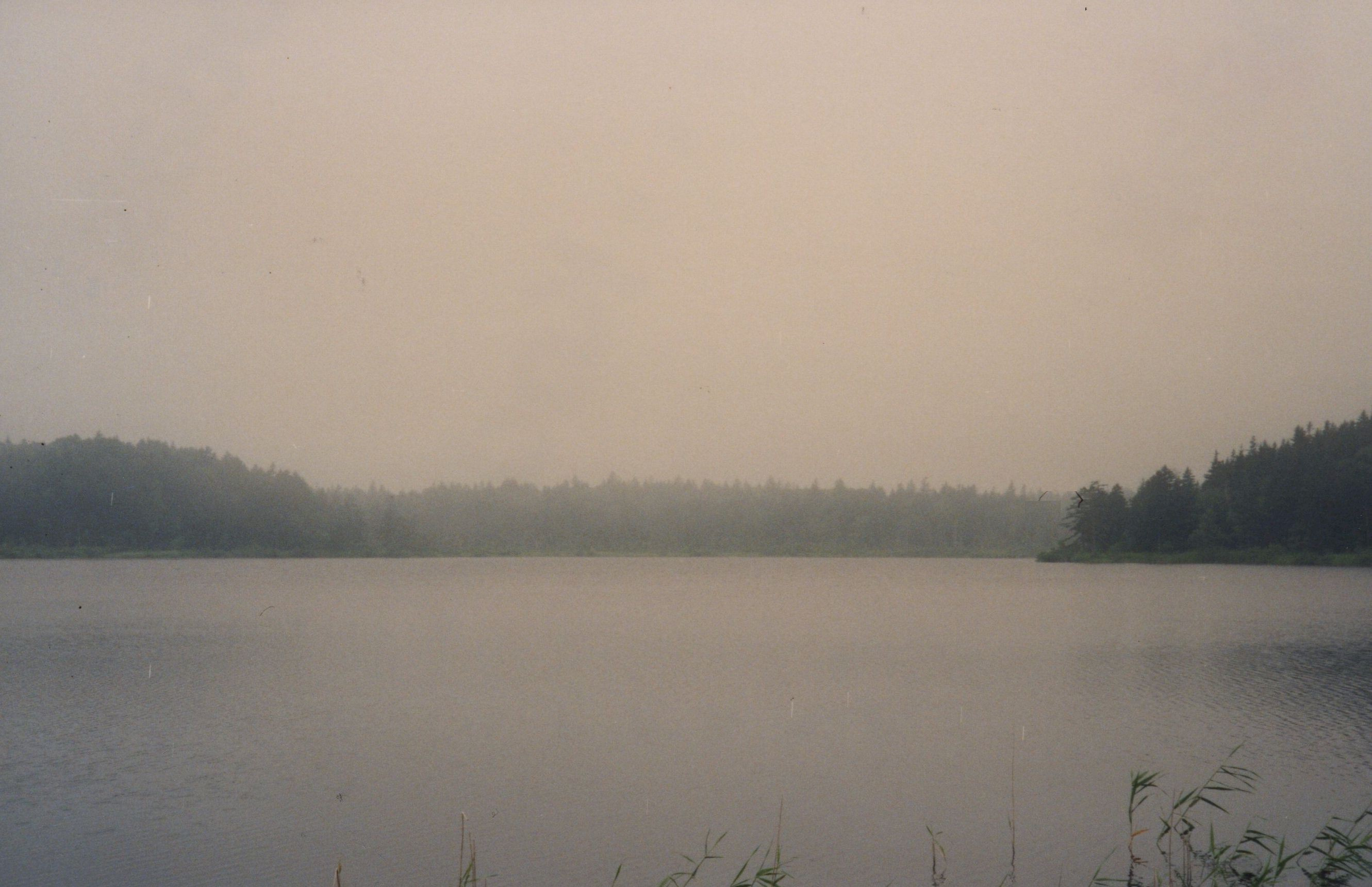
カムイト沼
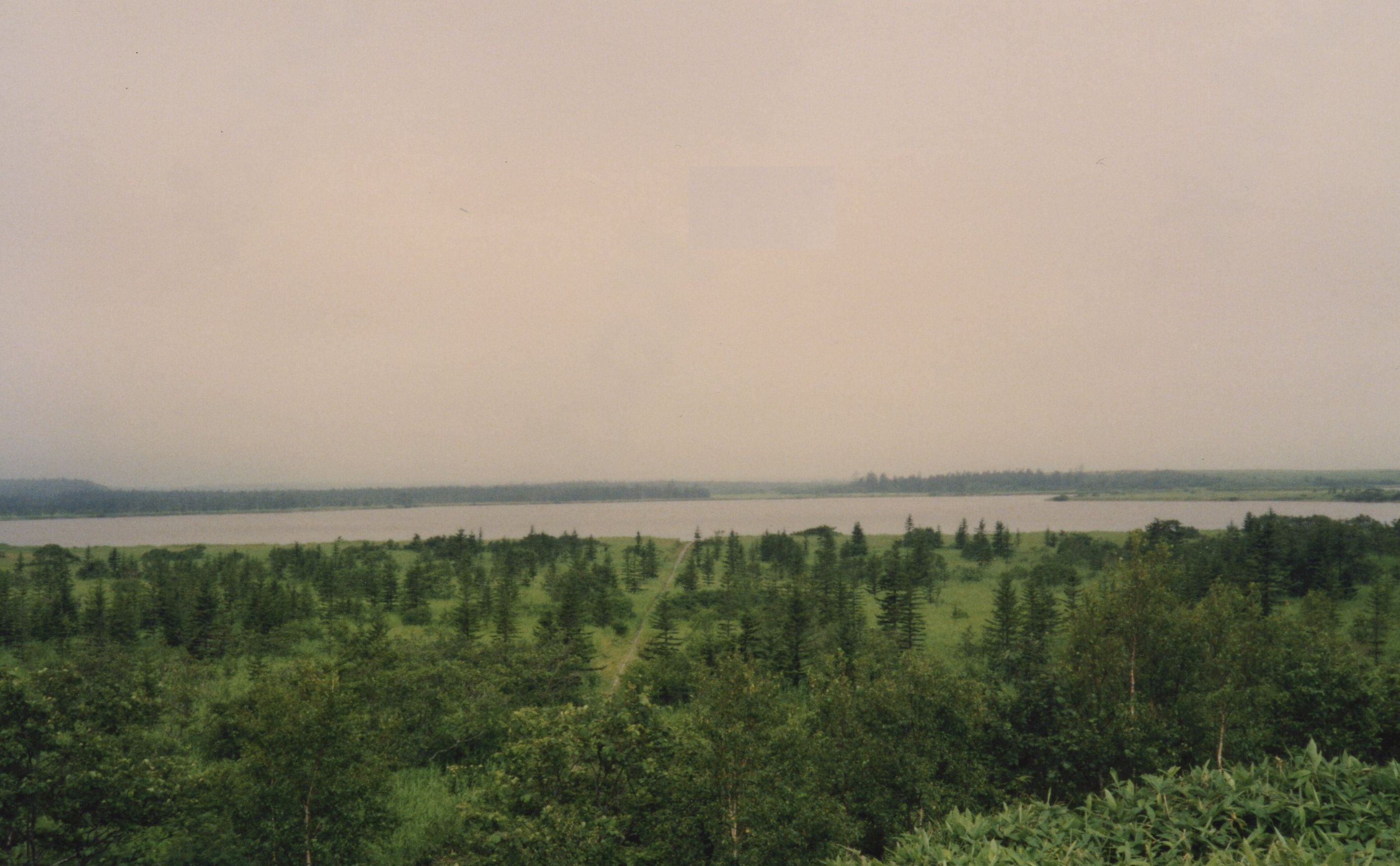
モケウニ沼
- クッチャロ湖
- ベニヤ原生花園
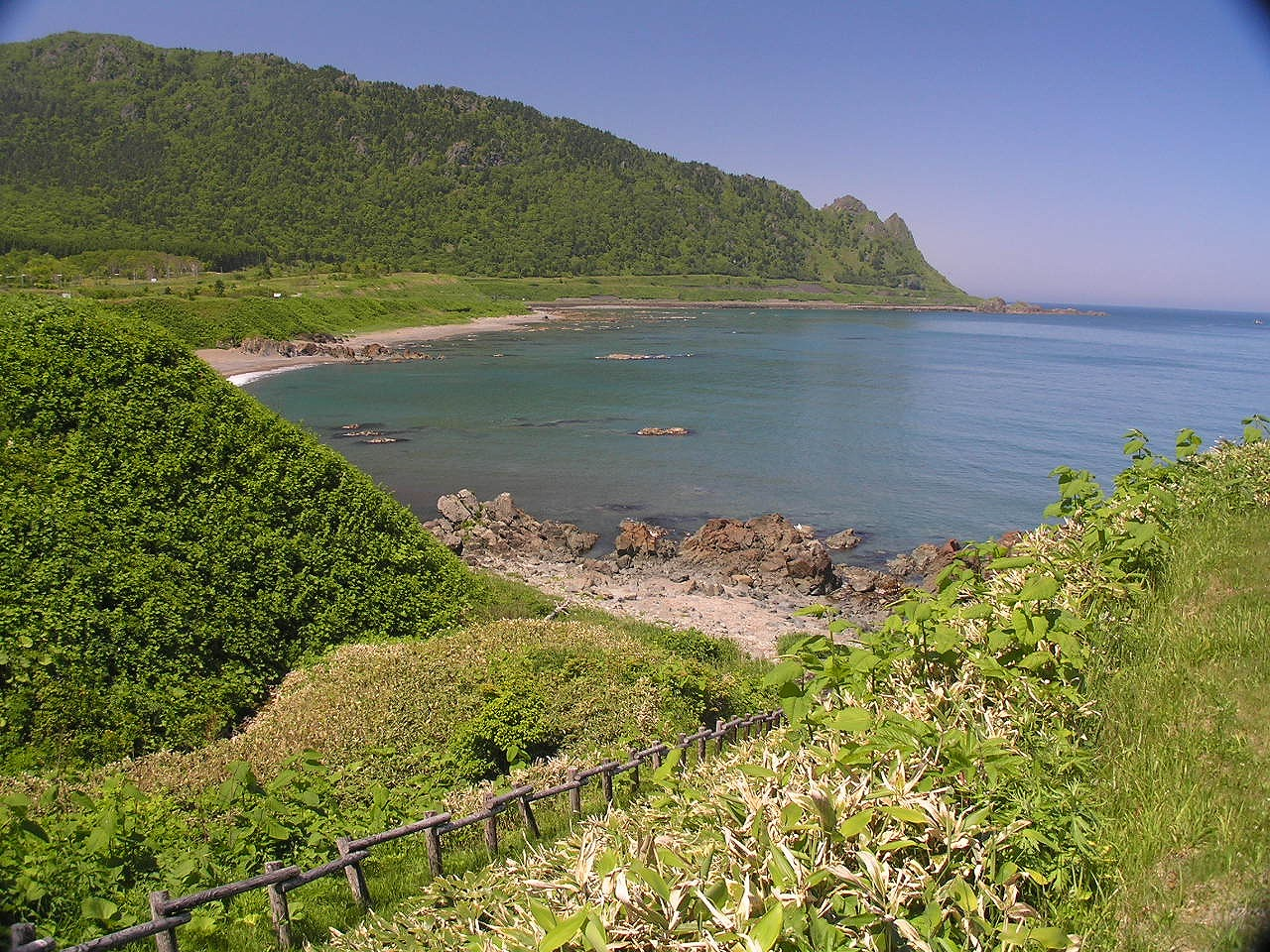
北見神威岬
- ウスタイベ岬（ウスタイベ千畳岩）

- カムイト沼
- モケウニ沼
- 北見神威岬

## 施設
- 浜頓別クッチャロ湖水鳥観察館[6] - 枝幸郡浜頓別町クッチャロ湖畔

## 参考資料
- “北オホーツク道立自然公園管理指針” (PDF).  北海道 (2001年). 2017年2月12日閲覧。